# Доласвіпі
Доласвіпі (груз. დოლასვიფი) — село в Грузії.
За даними перепису населення 2014 року в селі проживає 55 осіб.